# Zlatibor (gmina Čajetina)
Zlatibor (cyr. Златибор) – wieś w Serbii, w okręgu zlatiborskim, w gminie Čajetina. W 2011 roku liczyła 2821 mieszkańców.